# جاي هيل (مهندس)
جاي هيل (بالإنجليزية: Jay Hill)‏ هو مهندس أمريكي، ولد في 8 ديسمبر 1964.